# Островский, Томаш Адам
Томаш Роман Адам Островский (пол. Tomasz Adam Ostrowski; 21 декабря 1735, с. Острувек (ныне Любартувский повят, Люблинское воеводство Польши) — 5 февраля 1817, Варшава) — граф (с 1798), государственный деятель Речи Посполитой, Варшавского герцогства и Царства Польского, президент Сейма Царства Польского в царствование императора Александра I.

## Биография
Представитель польского шляхетского рода Островских герба Равич, происходящего из Малой Польши.
Капитан войск коронных (с 1762).
В 1764 поддержал кандидатуру Станислава Августа Понятовского на занятие трона Речи Посполитой.
С 1765 — полковник войск коронных. В 1767 был приближен к королю и стал его камергером.
В 1766 и 1776 избирался депутатом Сейма Речи Посполитой. С 1773 — подкоморий нурский. В 1777 назначен каштеляном Черска в Мазовии.
В течение 1776—1786 гг. четырежды был членом высшего административного органа Речи Посполитой — Постоянного Совета.
С 1791 — подскарбий надворный коронный, входил в состав высшего органа исполнительной власти Речи Посполитой — Стражи Прав.
Во время русско-польской войны (1792) удерживал короля Понятовского от присоединения к Тарговицкой конфедерации, убеждая его, что конфедераты ускоряют падение Речи Посполитой, призывал дать решительный бой, позже был пленен русскими войсками.
В 1798 возведен в графское достоинство.
В 1808 был избран президентом Главной счетной комиссии, а позже — маршалком Сейма Варшавского герцогства. Стал сенатором-воеводой герцогства.
С 1811 — президент Сената Варшавского герцогства.
После уничтожения Великой армии Наполеона в ходе Русской кампании в 1814 возглавил созданный российскими властями Гражданский Организационный комитет, а в следующем году — Комитет по принятию конституции.
С 1815 по 1817 — президент Сейма Царства Польского.
Умер в Варшаве в 1817 году.

## Семья
Томаш Адам Островский был трижды женат. В 1765 году его первой женой стала Юзефа Годлевская (1725—1780), дочь Кшиштофа Станислава Годлевского и Юлии Оборской. У супругов была одна дочь:
- Юлия Островская (1766—1802), жена с 1785 года Антония Бартоломея Филиппа Ледоховского (1755—1835)

26 июня 1781 года в Варшаве женился вторым браком на Аполонии Ледоховской (1761—1795), дочери Франтишека Антония Ледоховского (1728—1783) и Людвики Денгофф (ок. 1720—1794). У супругов было девять детей:
- Ян Антоний Островский (1782—1845), военный и государственный деятель, бригадный генерал, участник Ноябрьского восстания в Польше (1830—1831). Его первой женой в 1805 году стала Юзефа София Каролина Морская (1789—1813), от брака с которой у него было четверо детей. В 1821 году женился вторично на Антонине Юзефе Марии Кокошке-Михаловской (1799—1871), от брака с которой у него было десять детей.
- Людвика Мехтида Островская (1787—1855), жена с 1805 года графа Михаила Потоцкого (1779—1855), от которого у неё было шесть детей
- Хелена Островская (1788 — ?), замужем с 1818 года за Яном Мальфатти де Монтенегро (1779—1859), от брака с которым у неё была одна дочь.
- Владислав Томаш Островский (1790—1869), маршалок Сейма Царства Польского (1830—1831), женат с 1815 года на княжне Клементине Сангушко-Ковельской (1786—1841)
- Франтишек Островский (1790 — ?)
- Тадеуш Ян Кароль Островский (1792—1842), женат с 1819 год]а на Софии Кокошке-Михаловской (1796—1858), от брака с которой у него было семеро детей
- Атаназий Иоахим Островский (1794 — ?)
- Мария Островская (1795—1872), муж с 1815 года граф Людвик Фелициан Каетан Морштын (1782—1865), от брака с которым у неё было шесть детей
- Юзеф Островский (1796—1797)

29 августа 1796 года в Варшаве Томаш Адам Островский женился третьим браком на Кунегунде Бржозовской (ок. 1770—1822), от брака с которой детей не имел.

## Память
В 1822 сын Антоний Ян назвал посёлок, основанный отцом в 1788 году, его именем — Томашов (Tomaszow), ныне город Томашув-Мазовецки.